# Finale di potenza

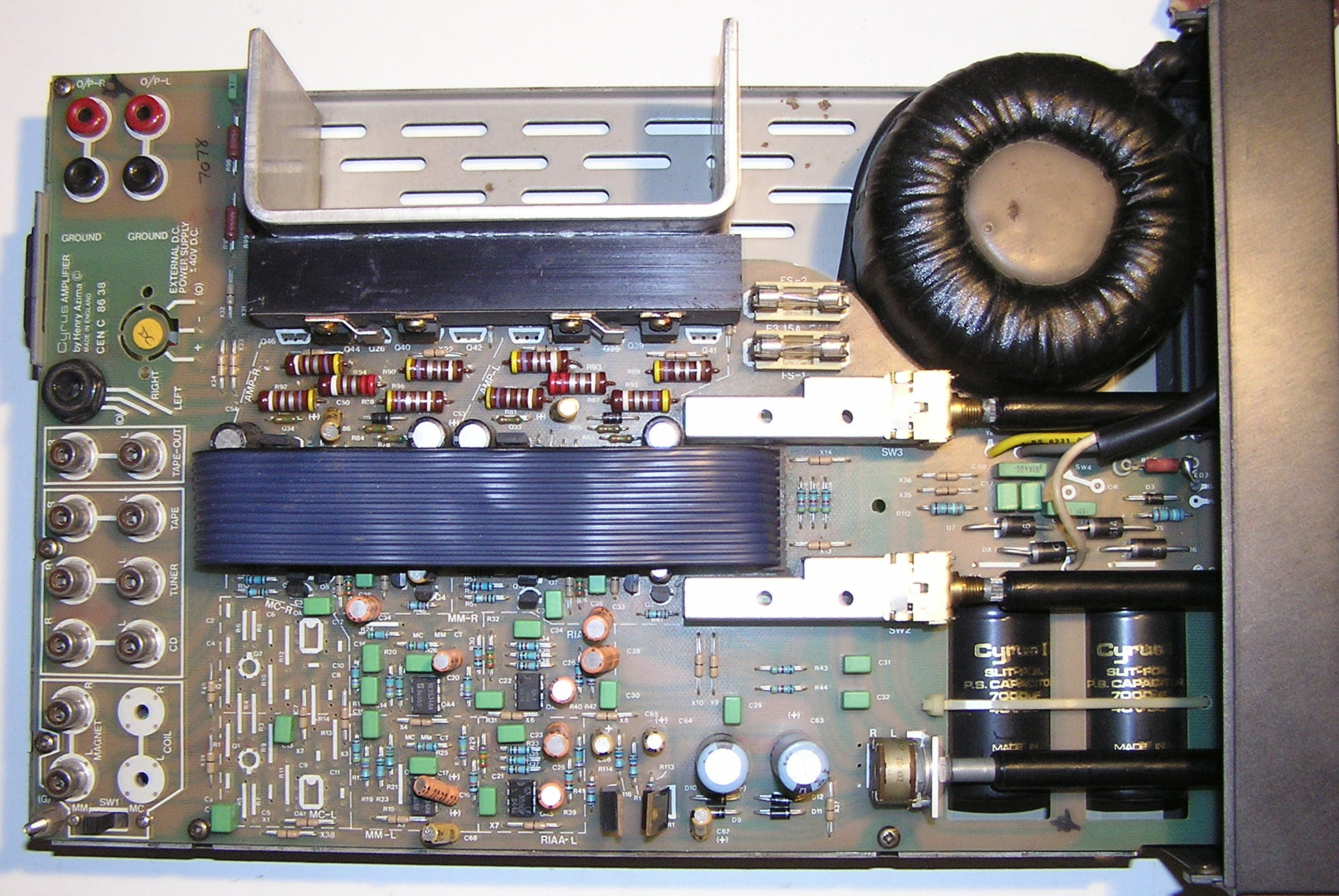
Mission Cyrus 1 Hi Fi amplificatore integrato del 1984

Viene definito finale di potenza un circuito elettronico costituito da valvole o transistor, in grado di amplificare un segnale, immesso al suo ingresso, fornendolo della corrente necessaria a pilotare forti carichi. Il più conosciuto è il diffusore acustico, ma possono essere anche altri, per esempio un motore, uno shaker, o essere parte integrante di un calibratore di corrente. Il circuito amplificatore può essere realizzato adottando tipologie diverse di costruzione, scegliendo quella più confacente alle caratteristiche finali desiderate.

## Storia

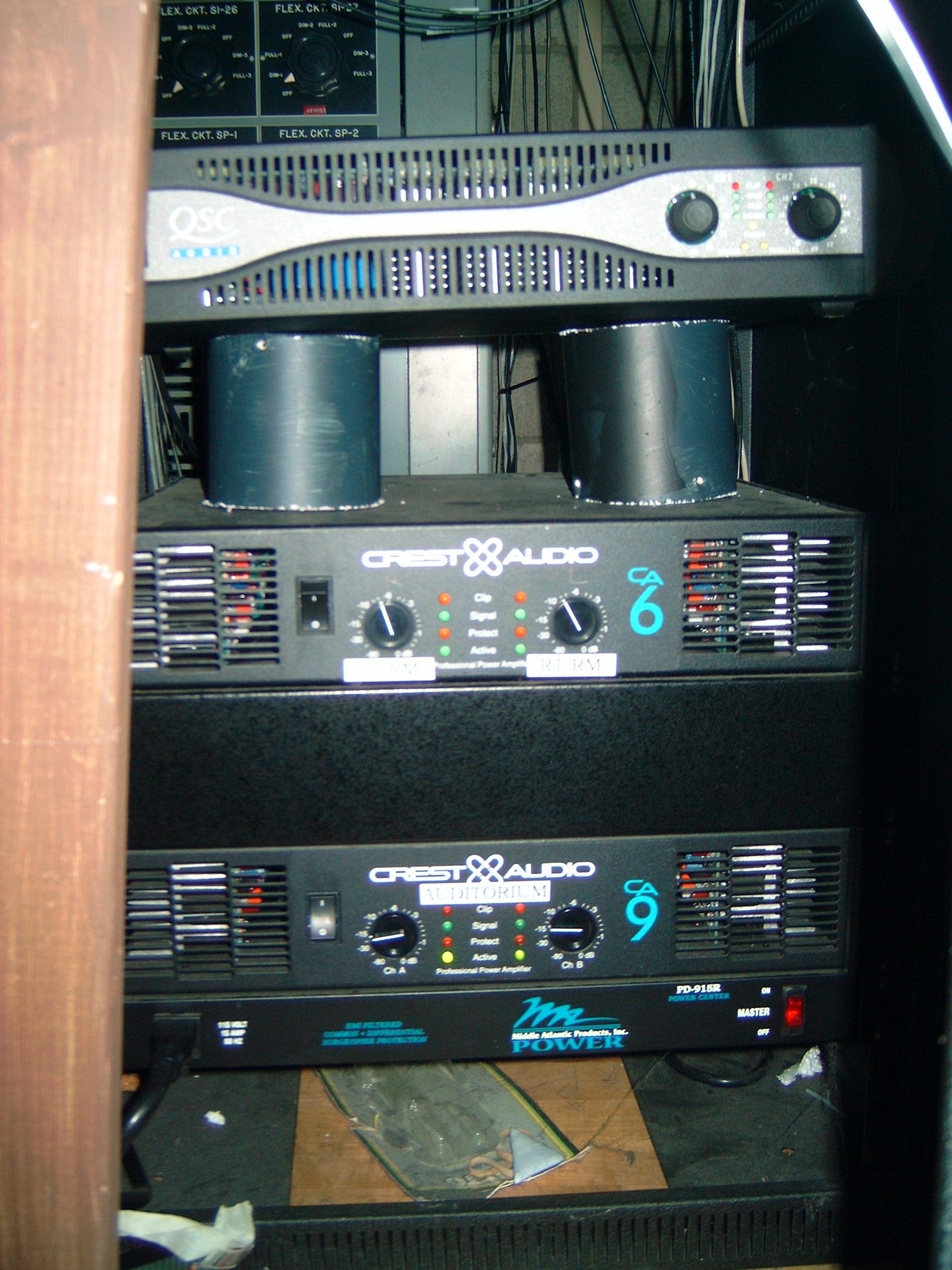
Tre amplificatori audio

Fu inventato nel 1909 da Lee De Forest quando inventò il triodo. Il triodo è un dispositivo a tre terminali con una griglia che può modulare il flusso di elettroni dal filamento alla placca. Il triodo fu utilizzato per amplificare nelle prime radio a modulazione d'ampiezza (AM).
I primi amplificatori furono basati sulle valvole termoioniche, e alcune di queste ebbero una notevole fedeltà nel riprodurre i segnali (come ad esempio l'amplificatore Williamson del 1947). I moderni amplificatori sono prevalentemente a stato solido, con dispositivi come (transistor BJT, FET e MOSFET), ma c'è chi ancora continua a preferire l'amplificazione valvolare. Gli amplificatori a stato solido divennero comuni con la disponibilità di transistor a basso costo nei tardi anni '60 del XX secolo.

## Descrizione

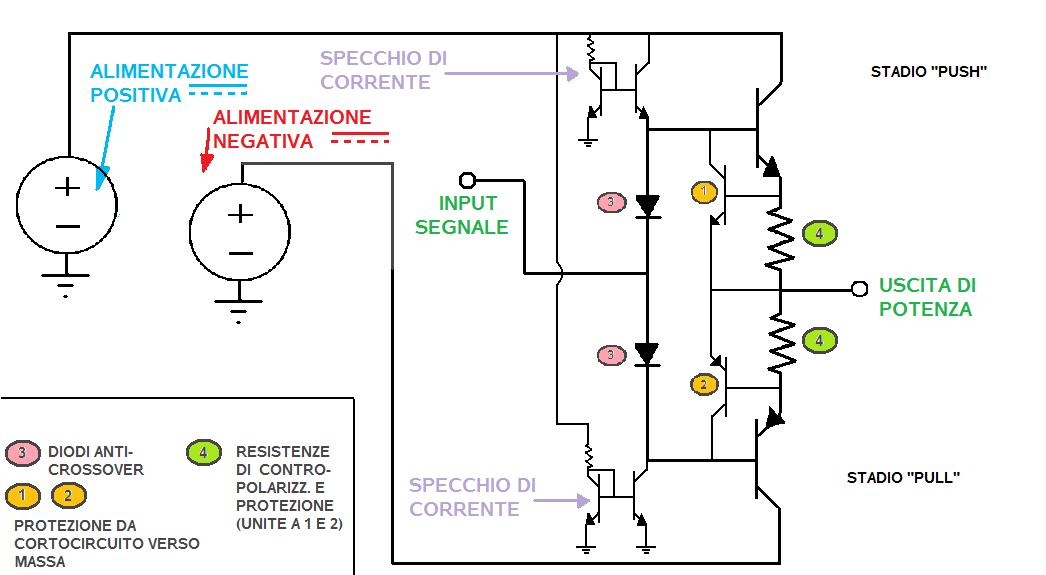
Schema di un amplificatore di potenza audio

Per consuetudine, analoga definizione viene usata in alta fedeltà e nell'Hi-end, riferendosi all'apparecchio amplificatore. Solitamente l'"amplificatore finale di potenza" lavora in coppia con un amplificatore di altro tipo chiamato "preamplificatore", entrambi, insieme, hanno la funzione di amplificare i deboli segnali provenienti da varie sorgenti, (microfono, giradischi, lettore CD, sintonizzatore, ecc..) 
La scelta di separare gli stadi di amplificazione, sistemandoli in due distinti telai, dipende principalmente dal notevole range di tensione e corrente in cui i circuiti devono lavorare; basti pensare che il segnale generato da un fonorivelatore a bobina mobile per dischi in vinile è dell'ordine delle decine di microvolt, mentre l'energia necessaria a pilotare i migliori diffusori in commercio è costituita da correnti di centinaia di ampere e tensioni di svariate decine di volt, pertanto, dovendo amplificare il valore di un segnale milioni di volte, evitando al contempo di introdurvi del rumore, la soluzione migliore consiste nel separare i primi stadi ad alto guadagno, che lavorano in tensione, dagli ultimi stadi che lavorano in corrente, disponendo questi, appunto nel finale di potenza, di un ulteriore miglioramento riguardante il rumore, che consiste nel realizzare l'alimentatore per il preamplificatore in un telaio a parte.
Un buon esempio di finale di potenza è costituito dal cosiddetto stadio "push-pull", composto da due sottostadi aventi rispettivamente un transistor bipolare di tipo npn e un transistor bipolare di tipo pnp. Questo finale è alimentato generalmente con doppia tensione (positiva e negativa) + massa.
Tale circuito ha una buona resa in quanto per i semiperiodi negativi del segnale funziona lo stadio PULL (transistor pnp), mentre lo stadio PUSH è interdetto, viceversa per i semiperiodi positivi funziona lo stadio PUSH (transistor npn) e lo stadio PULL non lavora. Vi sono poi due diodi (mantenuti in conduzione da due specchi di corrente) collegati alla base dei due stadi, i quali evitano il fenomeno detto "crossover", vale a dire una fase di "stallo" tra lo spegnimento di uno stadio e l'accensione dell'altro, dovuta alla tensione base-emettitore (Vbe) dei transistor bipolari, che costituisce una soglia non nulla (generalmente vale 0,6 volt). Quando il segnale negativo è maggiore di -0,6 volt lo stadio PULL si disattiva, ma lo stadio PUSH non si accende fino al raggiungimento da parte del segnale di un valore maggiore di 0,6 volt.
Spesso questo finale è dotato di transistor aggiuntivi di protezione contro il cortocircuito dell'uscita verso massa.

## Sviluppo
Per alcuni anni dopo l'introduzione di amplificatori a stato solido, la percezione del suono mostrava una qualità audio inferiore rispetto agli amplificatori a valvole. Questo fece credere agli audiofili che i sistemi a valvole avessero una qualità audio intrinseca alla tecnologia valvolare stessa. Nel 1972 Matti Otala dimostrò l'origine di una forma di distorsione mai osservata prima: la distorsione di intermodulazione dinamica (TIM), anche chiamata slew rate distortion. La distorsione TIM si presentava durante le rapide variazioni della tensione in uscita.. La distorsione TIM non appariva nell'amplificazione di segnali sinusoidali, come accadeva nei test dei progettisti prima del 1972. Il problema era dovuto alla ridotta risposta in frequenza degli amplificatori a stato solido ad anello aperto. Lavori ulteriori di Otala e altri permisero di trovare le motivazioni della TIM, aumento dello slew rate, diminuzione della banda passante della preamplificazione, e l'inserimento di un circuito di compensazione di ritardo nello stadio d'ingresso. Nei moderni dispositivi la risposta ad anello aperto è di almeno 20 kHz, cancellando la distorsione TIM.
Il passo successivo fu il teorema Baxandall, di Peter Baxandall. Questo teorema introduceva il concetto della comparazione dei valori di distorsione d'ingresso e di uscita di un amplificatore. Questa nuova idea aiutò i progettisti a valutare meglio i processi di distorsione.

## Applicazioni
Applicazioni sono sistemi PA, amplificazione sonora per teatri/concerti, e sistemi domestici hi-fi. Amplificazione per strumenti come chitarre.